# Onychestra
Onychestra là một chi bướm đêm thuộc họ Noctuidae.